# 日本橋蛎殻町
日本橋蛎殻町（にほんばしかきがらちょう）は、東京都中央区の町名。現行行政地名は日本橋蛎殻町一丁目および日本橋蛎殻町二丁目。住居表示実施済区域。

## 概要
東京都中央区のうち、旧日本橋区に当たる日本橋地域に属する。北で日本橋人形町、東で日本橋浜町、南で日本橋箱崎町、西で日本橋小網町と接する。 おおむね日本橋地域の地理的中間地にあり、支所に相当する中央区役所日本橋区民センターが置かれている。
江戸時代からの商業地で、醤油・瀬戸物問屋が多く残り、関連企業の本社や会館も所在する。日本橋久松町に所在する久松警察署と、日本橋兜町に所在する日本橋消防署の管轄。
中央区が定める正式な英語ローマ字表記は Nihonbashi-kakigaracho である。

## 歴史
「蛎殻町」との地名は江戸期から存在した。当時の蛎殻町の町域は、現在の日本橋蛎殻町の町域に加えて、現在の日本橋人形町の一部を含むものであった。日本橋区が設置された1878年（明治10年）においては、蛎殻町一丁目から三丁目までの丁目が設けられていた。蛎殻町は、旧：日本橋区の区役所所在地であり、現在も同地は、日本橋区民センター・区役所日本橋特別出張所となっており、区役所業務の一部を行っている。1947年（昭和22年）の日本橋区と京橋区の統合による中央区の設立に際し、「日本橋」が冠称とされ、「日本橋蛎殻町」が行政区画の名称となった。
蛎殻町は、1876年（明治8年）に米穀取引所が置かれ、大阪の堂島とともに米相場の中心となって発展した。米穀取引所は1939年（昭和14年）全国の米穀取引所と共に廃止された。その後、米穀取引所の跡地には、商品先物取引を取り扱う東京穀物商品取引所が設けられ、取引所仲買人・商品先物取引業者のオフィスが周辺に多く存在した。近在の鎧橋を挟んで、証券取引の街である兜町と対比される形で、商品先物取引の中心たる街の色彩が強かった。
明治時代から、新大橋通りと人形町通りには、路面電車が走っていた。交点となる水天宮前の電停は、1904年（明治37年）5月15日に設置された。戦時中の1944年5月5日には、水天宮前から現在の東京シティエアターミナル付近にあった「土州橋」電停までの区間が不要不急の路線として廃止された。1971年（昭和46年）3月18日、都電の水天宮前電停（現在の水天宮前交差点付近）及び蛎殻町電停（現在の蛎殻町交差点付近）が廃止となり、付近から路面電車の路線が姿を消した。
第二次世界大戦後には、河岸に浮かぶ船を多くの水上生活者が生活の拠点としていた。河岸には東京都水上民生館箱崎分室が作られ、水上生活者のための生活改善指導及び生活物資配給施設として機能した。1951年（昭和26年）10月10日には、昭和天皇が社会事業施設視察の一環として同館に行幸した。
1971年3月21日には、江戸橋ジャンクションから向島出入口・京葉道路方面が延伸開通し、町域の南端部、もとの箱崎川の上空に高架にて首都高速道路が開通した。
1976年（昭和51年）1月1日に、日本橋蛎殻町を含む地域の住居表示が実施され、現在の日本橋蛎殻町の町域となった。これにより、「旧：日本橋蛎殻町一丁目」及び「旧：日本橋蛎殻町二丁目」が「現：日本橋蛎殻町一丁目」に、「旧：日本橋蛎殻町三丁目」及び「旧：日本橋蛎殻町四丁目」が「現：日本橋蛎殻町二丁目」に統合されたが、その際、「旧：日本橋蛎殻町二丁目」の一部（新大橋通りの北側部分）は日本橋人形町一丁目に、「旧：日本橋蛎殻町四丁目」の一部（新大橋通りの北側部分）は日本橋人形町二丁目に編入された。
1989年（平成元年）6月1日にロイヤルパークホテルが開業、1990年（平成2年）11月28日に、東京メトロ半蔵門線の水天宮前駅が開業した。三越前駅から当駅までの延伸で、当駅が終着駅となった（2003年（平成15年）3月19日の当駅から押上駅の区間の延伸により途中駅に。）。
2011年（平成23年）に東京穀物商品取引所が取引を停止した後は、住宅の都心回帰の動きにより、オフィスビルがマンションに姿を変えるなど、街のカラーは、やや変わりつつある。

## 世帯数と人口
2023年（令和5年）1月1日現在（中央区発表）の世帯数と人口は以下の通りである。
| 丁目               | 世帯数    | 人口    |
| ------------------ | --------- | ------- |
| 日本橋蛎殻町一丁目 | 2,407世帯 | 3,939人 |
| 日本橋蛎殻町二丁目 | 947世帯   | 1,405人 |
| 計                 | 3,354世帯 | 5,344人 |

### 人口の変遷
国勢調査による人口の推移。
| 年                 | 人口  |
| ------------------ | ----- |
| 1995年（平成7年）  | 1,746 |
| 2000年（平成12年） | 2,042 |
| 2005年（平成17年） | 3,313 |
| 2010年（平成22年） | 3,972 |
| 2015年（平成27年） | 4,826 |
| 2020年（令和2年）  | 5,155 |

### 世帯数の変遷
国勢調査による世帯数の推移。
| 年                 | 世帯数 |
| ------------------ | ------ |
| 1995年（平成7年）  | 721    |
| 2000年（平成12年） | 1,064  |
| 2005年（平成17年） | 2,083  |
| 2010年（平成22年） | 2,345  |
| 2015年（平成27年） | 2,990  |
| 2020年（令和2年）  | 3,110  |

## 学区
区立小・中学校に通う場合、学区は以下の通りとなる（2025年4月現在）。
| 丁目               | 番地            | 小学校               | 中学校               |
| ------------------ | --------------- | -------------------- | -------------------- |
| 日本橋蛎殻町一丁目 | 7～16番         | 中央区立日本橋小学校 | 中央区立日本橋中学校 |
| 日本橋蛎殻町一丁目 | 1〜6番 17〜39番 | 中央区立有馬小学校   | 中央区立日本橋中学校 |
| 日本橋蛎殻町二丁目 | 全域            | 中央区立有馬小学校   | 中央区立日本橋中学校 |

## 事業所
2021年（令和3年）現在の経済センサス調査による事業所数と従業員数は以下の通りである。
| 丁目               | 事業所数  | 従業員数 |
| ------------------ | --------- | -------- |
| 日本橋蛎殻町一丁目 | 717事業所 | 8,353人  |
| 日本橋蛎殻町二丁目 | 203事業所 | 3,994人  |
| 計                 | 920事業所 | 12,347人 |

### 事業者数の変遷
経済センサスによる事業所数の推移。
| 年                 | 事業者数 |
| ------------------ | -------- |
| 2016年（平成28年） | 897      |
| 2021年（令和3年）  | 920      |

### 従業員数の変遷
経済センサスによる従業員数の推移。
| 年                 | 従業員数 |
| ------------------ | -------- |
| 2016年（平成28年） | 10,054   |
| 2021年（令和3年）  | 12,347   |

### 主な企業
- 桃屋 本社
- 人形町今半 本部
- 日産証券 本社

## 施設
- 日本橋区民センター - 複合公共施設。旧：日本橋区役所跡。
  - 中央区役所日本橋特別出張所
  - 中央区立日本橋公会堂（日本橋劇場）
- 中央区立有馬小学校（学区としては、中央区立日本橋小学校（日本橋人形町1丁目所在）と分属）
- 蛎殻町公園
- 青森みちのく銀行 東京中央支店
- ロイヤルパークホテル - 水天宮前駅直結
- 水天宮
- 銀杏八幡宮

### 過去にあったもの
- 東京穀物商品取引所（～2011年）

## 交通

### 鉄道
- 東京メトロ半蔵門線 ○水天宮前駅 - 副駅名（東京シティエアターミナル前）

### 路線バス
- 東京シティエアターミナル (T-CAT) - 水天宮前駅直結（所在地：日本橋箱崎町）
- 都営バス錦11 水天宮前
- 都営バス秋26 水天宮前（秋葉原駅前行）
- 日立自動車交通 中央区コミュニティバス「江戸バス」蛎殻町一丁目水天宮前駅
- 日の丸自動車興業「メトロリンク日本橋Eライン」ロイヤルパークホテル前

### 道路
- 東京都道50号東京市川線（新大橋通り）
- とうかん堀通り（「蛎殻町」信号から南東方向、首都高箱崎出入口横の突き当たりまで）[17]
- 首都高速6号向島線

## その他

### 日本郵便
- 郵便番号 : 103-0014[3]（集配局 : にほんばし蔵前郵便局[18]）。